# Minaria lourteigiae
Minaria lourteigiae är en oleanderväxtart som först beskrevs av Fontella, och fick sitt nu gällande namn av T.U.P.Konno och Rapini. Minaria lourteigiae ingår i släktet Minaria och familjen oleanderväxter. Inga underarter finns listade i Catalogue of Life.